# Ceratina tanganyicensis
Ceratina tanganyicensis is een vliesvleugelig insect uit de familie bijen en hommels (Apidae). De wetenschappelijke naam van de soort is voor het eerst geldig gepubliceerd in 1911 door Strand.
De diersoort komt voor in Zimbabwe.